# Сибірські Ували
Сибірські Ували (рос. Сиби́рские Ува́лы) — височина в межах Західно-Сибірської рівнини, в Ямало-Ненецькому автономному окрузі, Ханти-Мансійський національному окрузі і Красноярському краї. Витягнуте в широтному напрямку на 900 км від Обі майже до Єнісею, утворюючи вододіл між правими притоками середньої Обі (Вах, Тромйоган та їхні притоки) і верхів'ями річок басейну Обської губи (Казим, Надим, Пур, Таз). Висота до 285 м. На захід від річки Об до верхів'їв Ляміна і на сході — між верхів'ями Пуру, Тазу, Єлогую — має розчленований моренно-горбистий рельєф; центральна, найбільш знижена частина, складена флювіогляціальними відкладеннями, має плоский рельєф і сильно заболочена. На заході і сході височини переважають сирі ялинові, модринові і соснові ліси, у центральній частині — модринове рідколісся і болота.